# 陶山務
陶山 務（すやま つとむ、1895年11月28日 - 1974年9月28日）は、日本の哲学研究者、東北学院大学名誉教授。
広島県生まれ。青山学院高等部卒。評論、翻訳で活動、1950年ころ東北学院大学教授、1966年、定年退職、名誉教授。

## 著書
- 生きることの論理 武蔵野書房 1926
- 新しき日への文学論 秀名社 1927
- 魂は哲学する アルス 1932
- 街頭の反テーゼ 不動書房 1933
- 最近社会思想の展望 弘学館書店 1933
- 恋愛・結婚の新座標 大都書房 1936
- 微風ある精神史 思索断章 建設社 1937
- ニイチェ・ツァラトゥストラ読本 第一書房 1937
- 若き日の哲学 第一書房 1941
- 思想と周辺 天佑書房 1943
- 中江藤樹の人生観 第一書房 1943
- 信心銘新講 八雲書店 1947
- 哲学への思慕 二見書房 1948
- キエルケゴールの思想と生涯 壮文社 1948
- 大西祝と内村鑑三 知と信の人間像 笠間書院 1975 (笠間選書)

## 共編
- 吉田松陰の精神 第一書房 1941
- 哲学概説 樫尾直次郎,斎藤武雄共編 昭学社 1963

## 翻訳
- 美の研究 アロイシウス・ロオザア アルス 1922
- 懐疑・知識・信仰 フイヒテ アルス 1924
- 宗教信ずべき乎 アプトン・シンクレア 小野健人共訳　アルス 1930
- ヘエゲル哲学への途 ヒユウ・エイ・レイバアン 所一郎共訳 章華社1933
- 人生の意義と価値 ルドルフ・オイケン 中世思想より見たる美の哲学 アロイシウス・ロザア 世界大思想全集 松柏館書店 1934
- 新しき社会 ラアテナウ 世界大思想全集 松柏館書店 1934
- 独り想ふ シユライエルマヘル 第一書房 1934
- 思想するヒユペリオン /ヘルデルリーン 陶山務 1935
- プレルウディエン 哲学序曲 ヴィンデルバンド 世界大思想全集 春秋社 1935
- ヘエゲル哲学概説 レイバアン 大都書房 1936
- キエルケゴールの言葉 第一書房 1936
- 病める魂 永遠の生命 カアル・ヒルティ 第一書房 1937
- 新しき生の形式 パウル・ガスト 第一書房 1937
- 現代の独逸哲学 訳編 大都書房 1939
- 道徳論 フィヒテ 第一書房 1939
- 我れら何を為すべきか ヒルテイ 第一書房 1940
- 哲学夜話 デュラント 第一書房 1941
- 人生希望論 ヒルテイ 第一書房 1941
- 東洋哲学夜話 アダムス・ベック 第一書房 1942

## 参考
- 文藝年鑑